# LSWR H16 class
LSWR H16 class — тип маневрового вывозного танк-паровоза с осевой формулой 2-3-1, спроектированных Робертом Ури для Лондонской и Юго-Западной железной дороги (LSWR). Эти пять паровозов стали последним типом паровозов LSWR перед укрупнением британских железнодорожных компаний и единственным типом «тихоокеанских» паровозов на этой дороге.

## История
Наряду с тяжёлыми маневровыми паровозами G16 Роберт Ури спроектировал для сортировочной станции Фелтэм вывозные паровозы H16 для перевода поездов на товарные дворы других железнодорожных компаний в пределах Лондона
| Год     | Заказ | Количество | Номера  | Примечания |
| ------- | ----- | ---------- | ------- | ---------- |
| 1921-22 | H16   | 5          | 516-520 |            |

## Окраска и нумерация
С завода паровозы получили номера 516—520.
После укрупнения железных дорог на Southern Railway паровозы сохранили прежние номера с прибавлением буквы E. Буква была опущена в 1931-32 годах. По новой классификации, описывающей назначение, тягу, мощность и пробег, они получили категорию G6/7/1¼ (Goods — товарный, 6 класс по тяговому усилию, 7 по мощности, 1¼ по пробегу. На SR паровозы были окрашены в пассажирскую зелёную ливрею вместо товарной чёрной.

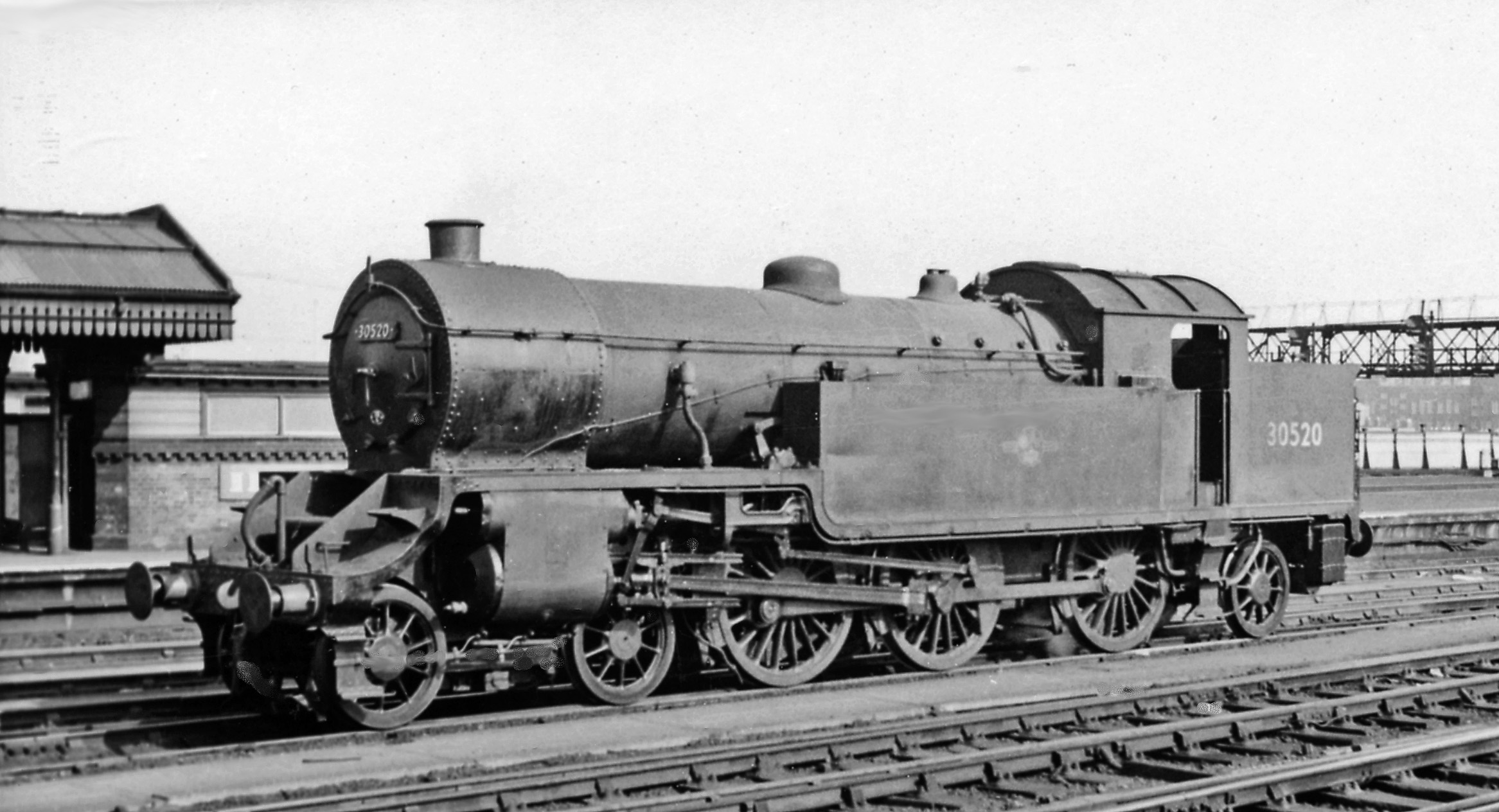
H16 № 30520 перегоняет порожняк на тсанции Клепэм-узловая (1960)

После национализации все пять паровозов перешли к British Railways и получили номера по стандарту 30516-30520. Все списаны в 1962 году и утилизированы, ни один не был сохранён.